# Dimeria sivarajanii
Dimeria sivarajanii är en gräsart som beskrevs av N.Mohanan och N. Ravi. Dimeria sivarajanii ingår i släktet Dimeria och familjen gräs. Inga underarter finns listade i Catalogue of Life.